# Bankovka jeden tisíc korun českých

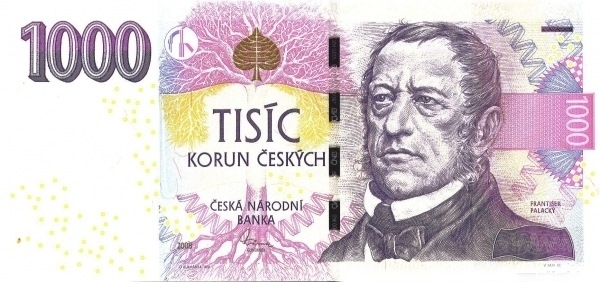
Bankovka 1000 Kč – líc

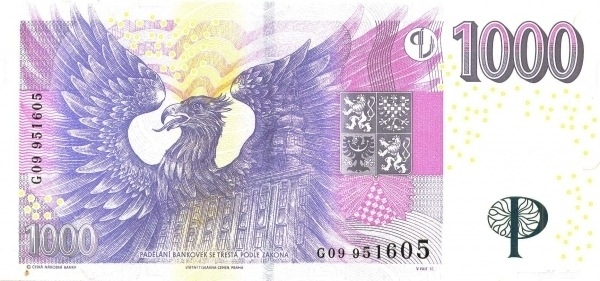
Bankovka 1000 Kč – rub

Bankovka jeden tisíc korun českých, tedy bankovka o hodnotě 1000 Kč (lidově též tisícovka), je třetí nejvyšší českou bankovkou. Na líci se nachází lípa a český historik a spisovatel František Palacký, na rubu pak orlice a arcibiskupský zámek Kroměříž. Bankovka je tištěna ve fialovo-červených barvách. V pravém horním rohu má na lícní straně hmatovou značku pro nevidomé, jež má tvar jedné vodorovné čáry. Motiv navrhl a vytvořil Oldřich Kulhánek, autor všech současných českých bankovek. Nynější vzor je v oběhu od 1. dubna 2008.

## Rozměry
Bankovka má rozměry 158 x 74 mm, je tedy stejně vysoká, ale méně široká než bankovky 2000 a 5000 korun. Tolerance je ± 1,5 mm, šířka kuponu 42 mm.

## Ocenění
V roce 2008, kdy vyšel současný vzor, byla bankovka organizací International Association of Currency Affairs (Světové asociace odborníků zabývajících se hotovostí) označena za bankovku roku. Ocenění převzala Česká centrální banka na Pražském hradě, při mezinárodním setkání zástupců centrálních bank, výrobců bankovek a dodavatelů materiálů na jejich výrobu. Setkání se koná vždy jednou za 18 měsíců v různých částech světa.

## Vzory

### Vzor 2008 s přítiskem 30. výročí ČNB a české měny

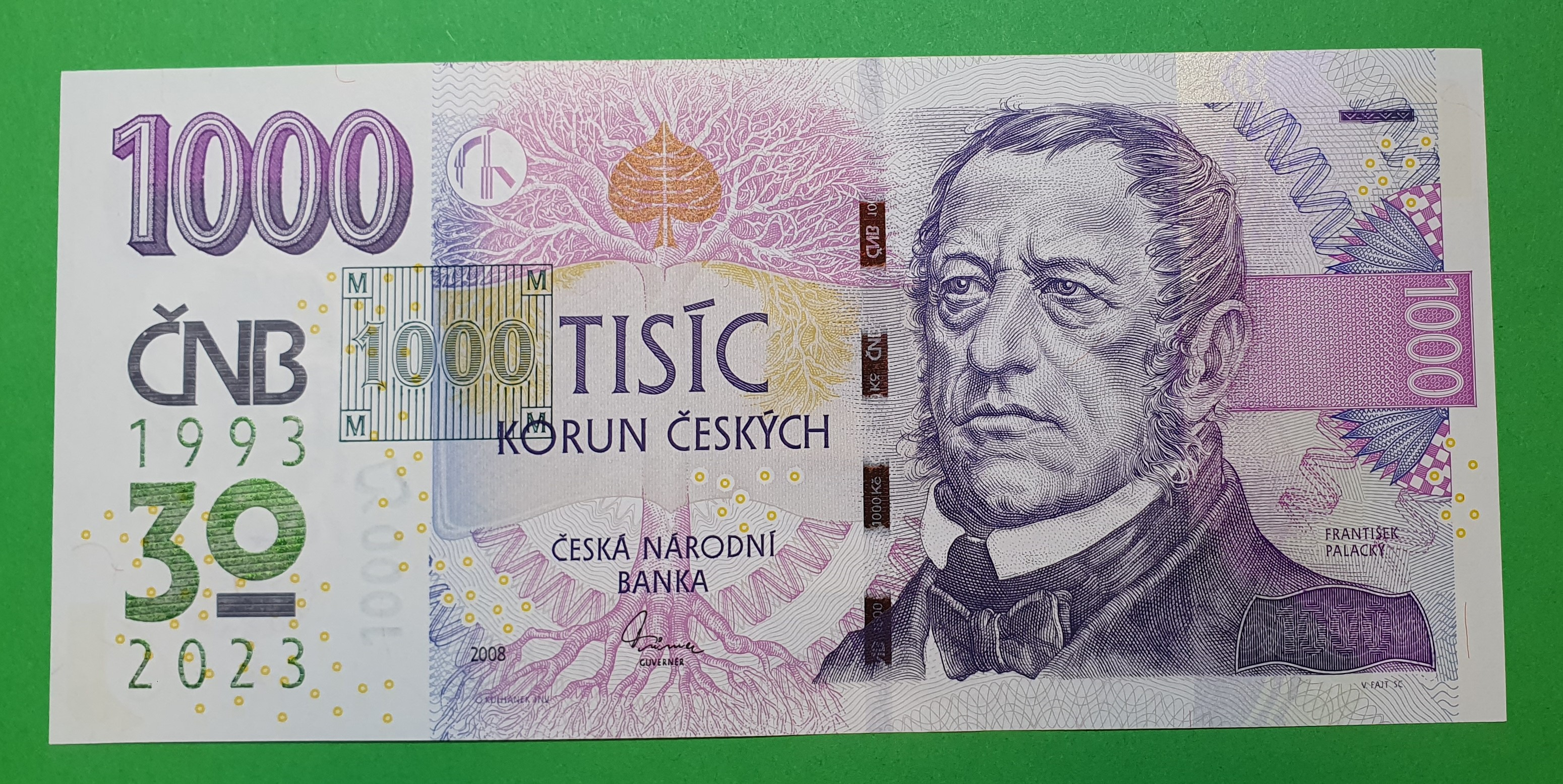
Bankovka 1000 Kč vzor 2008 s přítiskem 2023, lícní strana

Vzor je v oběhu od 8. 2. 2023, tedy ke 30letému výročí měnové rozluky České a Slovenské republiky. Ačkoliv se bankovky s přítiskem  někdy nesprávně označují jako "vzor 2023" odkazující na datum vydání do oběhu, případně na rok uvedený na přítisku, formálně se stále jedná o vzor 2008. Bankovka je oproti klasickému vzoru 2008 doplněna o přítisk v podobě výročního loga a bankovkového kolku používaného při měnové rozluce v roce 1993 na kolkování bankovek po 1000 Kčs vzoru 1985 určených pro český peněžní oběh. Bankovky po 1000 Kč vzoru 2008 s přítiskem byly široké veřejnosti nabízeny k výměně za jiné české bankovky či mince v hodnotě 1000 Kč od 8. 2. 2023 do vydání zásob. Dne 9. 2. 2023 Česká národní banka výměnu zastavila pro vyčerpání zásob daných emisním limitem 200 000 kusů. Výměnu pro občany zajišťovaly všechny územní pobočky ČNB.

### Vzor 2008
Je v oběhu od 1. 4. 2008. Od starších vzorů z let 1993 a 1996 se liší modernějšími a četnějšími bezpečnostními prvky i odlišnou stylizací vodoznaku doplněného o svislou hodnotovou číslici "1000".

### Vzor 1996
Byl v oběhu od 6. 12. 1996 do 30. 6. 2022, výměna je možná od 1. 7. 2022 do 30. 6. 2024 ve všech bankách provádějících pokladní operace a od 1. 7. 2024 pouze v ČNB.

### Vzor 1993
Byl v oběhu od 12. 5. 1993 do 30. 6. 2001. Výměna je možná od 1. 7. 2004 do odvolání na pobočkách ČNB.